# Кућа породице Градашчевић
Кућа породице Градашчевић налази се у Градачцу и изграђена је током османског периода. Проглашена је националним спомеником Босне и Херцеговине.

## Историја
Када је граница Османског царства утврђена на реци Сави (дефинитивно одредбама Београдског мира из 1739. године), Градачац је добио на значају. Око 1710. године, а сигурно пре 1730. године, агалук је прерастао у капетанију са 300 плаћених војника, различитих родова војске. Градачачка тврђава је изграђена за потребе капетаније. Налази се на највишем делу Старог града и представља врсту феудалног замка, утврђеног ради безбедности. Султановим фермананом, капетани су бирани из угледне породице Градашчевић. Последњи капетан Градачца био је Хусеин-капетан Градашчевић, у народу познат као „Змај од Босне“.

## Опис
Кућа Градашчевић је изграђена 1786. године, а последња доградња и адаптација ове куће je урађена након пожара 1868. године. Налази се недалеко од чувене Градачачке куле. Потомци породице Градашчевић и данас живе у овој кући. Удобност живота у таквој кући била је на високом нивоу у поређењу са кућама сиромашнијих породица из периода у којем је изграђена. Поједине просторије су изгубиле своју аутентичност због преграђивања и уметања санитарне опреме која није постојала до 1950-тих, када су уведене водоводне и канализационе цеви.
Захваљујући Хамдији Крешевлаковићу, кућа је стављена под заштиту државе 1949. године. Оштећена је током рата у Босни и Херцеговини, али је обновљена. Кућа је пример једне од најбоље очуваних беговских кућа и налази се у изложби традиционалне босанске архитектуре – Куће североисточне Босне.
Спољашњост куће је 15x13 метара. Има приземље и спрат. До 1944. године била је окружена зидом, унутар којег се налазило женско двориште. Споља, ван зида, налазили су се конак за мушкарце, штале и коњушарница.
Приземље је грађено од камена, а спрат је од цигле. Има 5 соба, салу и диванхану, све украшене резбаријама. Собе имају дулафе, рафе, рафице и мусандре. Кућа поседује библиотеку књига са печатима, уз обавезу да се не отуђују. Међу реткостима се истиче мапа са фотографијама коју је цар Фрање Јосифа поклонио Мустај-бегу.

## Спољни линкови
- Историја Градачца Архивирано 2012-07-17 на сајту  јула 2012. на Wayback Machine
- Кућа Градашчевића
- Кућа породице Градашћевић. Архивирано 2017-09-23 на сајту  на Wayback Machine
- Кућа породице Градашчевић Архивирано 2016-11-19 на сајту  на Wayback Machine